# Pornography (음반)
| 전문가 평가                   | 전문가 평가 |
| 평가 점수                     | 평가 점수   |
| 출처                          | 점수        |
| ----------------------------- | ----------- |
| AllMusic                      | [ 7 ]       |
| Blender                       | [ 8 ]       |
| Entertainment Weekly          | B           |
| The Guardian                  | [ 10 ]      |
| Mojo                          | [ 11 ]      |
| Pitchfork                     | 8.4/10      |
| Q                             | [ 13 ]      |
| Rolling Stone                 | [ 14 ]      |
| The Rolling Stone Album Guide | [ 15 ]      |
| Uncut                         | [ 16 ]      |

《Pornography》는 1982년 5월 4일, 픽션 레코드에 의해 발매된 영국의 록 밴드 더 큐어의 네 번째 스튜디오 음반이다. 비음반 싱글 〈Charlotte Sometimes〉에 앞서 1982년 1월부터 4월까지 새로운 프로듀서 필 소널리와 함께한 밴드의 첫 번째 음반이었고, 1982년 1월부터 4월까지 RAK 스튜디오에서 녹음되었다. 세션에서 밴드는 약물 과다 복용, 밴드 내분, 프론트맨 로버트 스미스의 우울증이 음반의 음악적이고 서정적인 내용을 부채질하면서 붕괴 직전에 있었다. 《Pornography》는 두 번째 음반 《Seventeen Seconds》 (1980년)로 시작된 더 큐어의 어둡고 우울한 초기 음악적 단계의 결론을 나타낸다.
발매 후 베이시스트 사이먼 갤럽이 밴드를 떠났고, 더 큐어는 훨씬 더 밝고 라디오 친화적인 뉴 웨이브 사운드로 전환했다. 발매 당시 비평가들로부터 좋지 않은 평가를 받았지만, 《Pornography》는 영국 음반 차트에서 8위를 차지하며 현재까지 더 큐어의 가장 인기 있는 음반이었다. 이후 비평가들로부터 찬사를 받았고, 현재 고딕 록으로 알려진 음악 스타일의 발전에 중요한 이정표로 여겨진다.

## 배경 및 녹음
이 밴드의 이전 음반인 1981년 《Faith》에 이어 비음반 싱글 〈Charlotte Sometimes〉가 발매되었다. 이 싱글은 특히 악몽과 환각적인 B-사이드 〈Splintered in Her Head〉가 《Pornography》에 나올 일을 암시한다.
로버트 스미스의 말을 빌리자면, 이 음반의 구상에 대해 "그 당시 저는 두 가지 선택 사항이 있었는데, 자살을 하는 것에 완전히 굴복하는 것이거나 녹음하고 그것을 저에게서 빼내는 것이었습니다." 그는 또한 "그 그룹을 위한 것이라고 정말로 생각했습니다. 저는 탈퇴할 모든 의도가 있었습니다. 저는 궁극적인 '욕설' 음반을 만들고 싶었습니다." 스미스는 그 기간 동안 정신적으로 지쳤다. "저는 1981년과 1982년 사이에 정말 우울한 마음의 프레임에 있었습니다." 이 밴드는 "1년에 약 200일 동안 투어를 해왔고 다른 아무것도 할 시간이 없었기 때문에 모든 것이 약간 과했다"라고 말했다.
특히 스미스라는 밴드는 《Seventeen Seconds》와 《Faith》를 프로듀싱한 마이크 헤지스와는 다른 프로듀서와 함께 음반을 만들기를 원했다. 롤 톨허스트에 따르면 스미스와 톨허스트는 둘 다 크라프트베르크와의 작업의 팬이었기 때문에 그가 음반을 프로듀싱하도록 하기 위한 희망으로 픽션의 사무실에서 코니 플랑크와 잠시 만났지만, 그 그룹은 곧 필 소널리로 정착했다. 《Pornography》는 톨허스트가 밴드의 드러머(그 후 그 밴드의 키보디스트가 됨)로 등장한 마지막 더 큐어 음반이며, 더 큐어 발매에서 처음으로 키보드를 연주한 것이기도 하다. 이 음반은 1982년 1월부터 4월까지 RAK 스튜디오에서 녹음되었다.

## 곡 목록
모든 곡들은 더 큐어에 의해 작사/작곡하였다.
| #  | 제목                    | 재생 시간 |
| -- | ----------------------- | --------- |
| 1. | 〈One Hundred Years〉   | 6:40      |
| 2. | 〈A Short Term Effect〉 | 4:22      |
| 3. | 〈The Hanging Garden〉  | 4:33      |
| 4. | 〈Siamese Twins〉       | 5:29      |

| #  | 제목               | 재생 시간 |
| -- | ------------------ | --------- |
| 1. | 〈The Figurehead〉 | 6:15      |
| 2. | 〈A Strange Day〉  | 5:04      |
| 3. | 〈Cold〉           | 4:26      |
| 4. | 〈Pornography〉    | 6:27      |